# Vineyard (Kalifornija)
Vineyard je naseljeno područje za statističke svrhe u američkoj saveznoj državi Kalifornija. Prema popisu stanovništva iz 2010. u njemu je živjelo 24.836 stanovnika.